# Acalypha obovata
Acalypha obovata é uma espécie de flor do gênero Acalypha, pertencente à família Euphorbiaceae.